# Comuna Măgura, Teleorman
Măgura este o comună în județul Teleorman, Muntenia, România, formată din satele Guruieni și Măgura (reședința).

## Demografie
Componența etnică a comunei Măgura
     Români (90,39%)
     Alte etnii (0,91%)
     Necunoscută (8,7%)
Componența confesională a comunei Măgura
     Ortodocși (90,43%)
     Alte religii (0,57%)
     Necunoscută (9%)
Conform recensământului efectuat în 2021, populația comunei Măgura se ridică la 2.299 de locuitori, în scădere față de recensământul anterior din 2011, când fuseseră înregistrați 2.811 locuitori. Majoritatea locuitorilor sunt români (90,39%), iar pentru 8,7% nu se cunoaște apartenența etnică. Din punct de vedere confesional, majoritatea locuitorilor sunt ortodocși (90,43%), iar pentru 9% nu se cunoaște apartenența confesională.

## Istorie
La sfârșitul secolului al XIX-lea, comuna făcea parte din plasa Câlniștea a județului Vlașca, fiind formată din satele Braniștea, Găvănești, Gurueni, Măgura, Măgura-Budueasca, Măgura-Lăceanca și Vitănești, cu o populație de 2860 de locuitori. În comună funcționa două școli mixte și șase biserici.
Anuarul Socec din 1925 consemnează în aceiași plasă, satul Braniștea a fost redenumit în Bran iar comuna a primit și satul Cocoșu. Satul Măgura-Lăceanca era reședința comunei, iar populația comunei era de 3563 de locuitori. Satele Vitănești și Găvănești se despart de comuna Măgura, și formează comuna Vitănești, fiind arondată județului Teleorman.
În anul 1931, după o reorganizare administrativ-teritorială, comuna a rămas doar cu satele Bran, Budoiasca și Lăceanca, iar reședința comunei a fost în satul Lăceanca. Satul Cocoșu este retrocedat comunei Vitănești.
În anul 1968, comuna a trecut la județul Teleorman, căpătând actuala formă, iar satele Bran și Budoiasca au fost alipite satului Măgura, comuna reprimind și satul Gurueni.

## Politică și administrație
Comuna Măgura este administrată de un primar și un consiliu local compus din 11 consilieri. Primarul, Atanase Ionescu[*], de la Partidul Social Democrat, este în funcție din 2008. Începând cu alegerile locale din 2024, consiliul local are următoarea componență pe partide politice:
|  | Partid                          | Consilieri | Componența Consiliului | Componența Consiliului | Componența Consiliului | Componența Consiliului | Componența Consiliului | Componența Consiliului | Componența Consiliului | Componența Consiliului |
|  | ------------------------------- | ---------- | ---------------------- | ---------------------- | ---------------------- | ---------------------- | ---------------------- | ---------------------- | ---------------------- | ---------------------- |
|  | Partidul Social Democrat        | 8          |                        |                        |                        |                        |                        |                        |                        |                        |
|  | Alianța pentru Unirea Românilor | 2          |                        |                        |                        |                        |                        |                        |                        |                        |
|  | Partidul Național Liberal       | 1          |                        |                        |                        |                        |                        |                        |                        |                        |

## Monumente istorice
Singurul monument istoric al comunei Măgura este Casa Marin Stanciu, din satul Guruieni, localizat pe Strada Principală, în centrul localității, datând din anul 1920.